# Кылыч-Арслан II
Кылы́ч-Арсла́н II (осман. قلج أرسلان‎ , тур. Kılıç Arslan; ум. 1192) — сельджукский султан Рума в 1155—1192 годах, старший сын султана Месуда I.
При жизни отца Кылыч-Арслан участвовал вместе с ним в военных кампаниях против Данышмендидов и крестоносцев. Когда Месуд и Кылыч-Арслан захватили Эльбистан, отец отдал регион сыну в управление. Заболев, Месуд I собрал троих своих сыновей в присутствии эмиров и объявил султаном-соправителем Кылыч-Арслана. После смерти отца Кылыч-Арслан стал султаном. В течение всего своего правления он боролся за объединение под своей властью территорий Анатолии с Данышмендидами, Артукидами и Византией. Его самым опасным мусульманским противником был атабек Алеппо Нуреддин Махмуд.
В отношении Византии политика Кылыч-Арслана менялась. На первом этапе он стремился не воевать с императором, бросив все силы на покорение анатолийских эмиров. Он даже ездил в Константинополь и заключил с Мануилом Комнином союзный договор. Однако туркменские набеги на византийские территории Анатолии вынудили Мануила организовать кампанию против Кылыч-Арслана, которая закончилась победой Кылыч-Арслана над Мануилом в битве у Мириокефала.
В последние годы жизни Кылыч-Арслан разделил султанат между сыновьями, оставив себе Конью и верховную власть, однако его старший сын, Кутбеддин Мелик-шах, напал на отца в Конье и заставил объявить себя наследником. Кылыч-Арслан сбежал из Коньи к младшему сыну, Гияседдину Кей-Хосрову. Вместе они направились к столице и прогнали оттуда Мелик-шаха. Мелик-шах бежал в Аксарай, который вскоре был осаждён султаном и Кей-Хосровом. Во время осады Кылыч-Арслан заболел и 26 августа 1192 года умер. Ему наследовал Кей-Хосров, которого сверг Рукнеддин Сулейман-шах.

## Биография

### Происхождение
Кылыч-Арслан был старшим сыном сельджукского султана Рума Месуда I. У Кылыч-Арслана были братья Шахин-шах и Девлет (Долат), а также несколько сестёр. На его сёстрах были женаты Данышмендид Зюннун, Данышмендид Ягибасан, сын Имадеддина Занги Нуреддин Махмуд.
Имя матери Кылыч-Арслана неизвестно. А. В. Назаренко выдвинул гипотезу, основанную на сообщении «Славянской хроники» Арнольда Любекского. Там рассказывается о паломничестве в Иерусалим Генриха Льва в 1172 году. На обратном пути посланцы султана встретили герцога в Тарсе и предложили от имени их господина безопасный путь по его землям. Герцог встретился с Кылыч-Арсланом II, «который обнял и расцеловал его, говоря, что они — кровные родственники». Якобы, по словам султана,
«некая знатная дама из Немецкой земли вышла замуж за короля Руси, который родил от неё дочь, чья дочь оказалась в нашей земле — от неё-то я и происхожу».
По предположению А. Назаренко, матерью Кылыч-Арслана была внучка Святослава Ярославича от брака с Одой Штаденской.

По словам Михаила Сирийца, дядей Кылыч-Арслана по матери был туркменский бей Гёксуна Гёк-Арслан.
В 2023 году был  завершён проект, в рамках которого были исследованы останки членов династии, захороненные в гробнице у мечети Алаэддина в Конье. В рамках проекта были проведены ДНК экспертизы и установлены родственные связи захороненных. По черепам был восстановлен их облик. Среди исследованных останков захороненных оказалась мать Кылыч-Арслана.

### При жизни отца
О ранних годах жизни Кылыч-Арслана известно мало. После смерти в декабре 1143 года правителя Малатьи Данышмендида Мухаммеда началась борьба Данышмендидов за трон, в которую вмешался Месуд. В 1144 году он захватил у Данышмендида Малатьи Айнуддевле области Джейхан (долина одноименной реки) и Эльбистан. Правителем последней он назначил Кылыч-Арслана. Это первое упоминание будущего султана в хрониках.
С 1144 года Кылыч-Арслан вместе с отцом участвовал в сражениях против крестоносцев в Северной Сирии, против Артукидов и Занги. В 1146 году Месуду пришлось воевать с византийским императором Мануилом Комнином, а в 1147 — с участниками Второго крестового похода. Это временно помешало его усилиям по объединению территорий Анатолии. После того, как султан Месуд устранил эти опасности, Центральная Анатолия окончательно оказалась в его руках. В 1147 году Кылыч-Арслан совершил набег на Кесун и Мараш, не достигнув успеха. Однако он захватил у крестоносцев Мараш вместе с отцом немного позже, в 1149 году. Михаил Сириец описывал захват Мараша так:
«Кылыч-Арслан послал за своим отцом /султаном/, и они осадили Мараш, разграбив прежде его округу. Они упорно осаждали город, и его жители просили даровать им аман. Таким образом, султан завладел Марашем». 
Бар-Эбрей в связи с Марашем обвинял Кылыч-Арслана в нарушении клятв:
«И в этом году сын Месуда, султана Икония, которого звали Кылыч-Арслан, расположился станом против Мараша, и он взял его у франков. И позволив франкским всадникам, и епископу, и пресвитерам отправиться в Антиохию, по причине нарушения клятв, которые он дал им, он послал тюрков напасть на них [пока они были] в дороге, и они убили их».
В 1151 (1150) году Кылыч-Арслан снова отправился в поход со своим отцом, они взяли у франков Кесун, Бехисни, Рабан и Айнтаб. Михаил Сириец писал: «Узнав о низвержении Жослена, султан Масуд вновь отправился и осадил Кишум [Кесун], жители Кишума отправили епископа Иоанна и получили от султана клятву, что те франки, кто пожелает, могут уйти в Айнтаб. Султан утвердился в Кишуме, Бет-Хесне [Бехисни], Рабане, Фарзмане и осадил Тель-Башир», в котором укрепился сын Жослена II, Жослен III, который дал отпор сельджукам. Захваченные у армян и франков земли к северу от Айнтаба и Тель-Башира султан Месуд отдал в управление Кылыч-Арслану.
Во время Киликийской кампании 1155 года Месуд заболел и вернулся в Конью. Согласно туркменским традициям, каждый из троих сыновей Месуда мог претендовать на султанат. Когда Месуд I заболел, он, желая избежать борьбы за власть после своей смерти, собрал троих своих сыновей. В присутствии эмиров он объявил султаном своего старшего сына, Кылыч-Арслана, после чего тот прошёл церемонию джюлюс. По словам Матвея Эдесского, Месуд возложил корону на голову сыну и поклонился ему. В мае 1155 года султан разделил государство между тремя своими сыновьями, чувствуя, что уже стар. В соответствии с туркменскими традициями, Месуд I оставил управление страной своим сыновьям, назначив Кылыч-Арслана султаном, а двум другим выделив территории, чтобы они ими правили, подчиняясь брату как подданные. Анкару, Чанкыры и Кастамону Месуд отдал своему младшему сыну Шахин-шаху; о том, какие владения Месуд оставил среднему сыну Девлету (Долату), сведений нет; Сивас и его окрестности Месуд передал своему зятю Данышмендиду Ягибасану (Якубу Арслану); Кайсери и его окрестности — другому своему зятю Данышмендиду Зюннуну. При этом он потребовал от сыновей и зятьёв подчиниться Кылыч-Арслану. Относительно наследования анонимный автор «Сельджукнаме» писал:
«У султана было три сына. Один самодовольный, второй украшающий дом [красивый], третий мудрый — ему он и отдал султанат».
После смерти осенью 1155 года Месуда Кылыч-Арслан стал султаном (Ибн аль-Каланиси упоминает его как султана в октябре 1155 года), в то время ему было около 40 лет.

### Начало правления
К началу правления Кылыч-Арслана сельджуки Рума удерживали Центральную и Восточную Анатолию. В руках византийцев находилось черноморское побережье от Синопа до Ризе, на средиземноморском побережье — Анталия и её окрестности, Тарс и его окрестности. Чукурова в основном была под контролем армян, в Сирии располагались государства крестоносцев и местных эмиров. Однако Анатолийские земли сельджуков в конце правления Месуда подвергались нападениям Мануила Комнина (1146) и крестоносцев (1147). Сельское хозяйство и производство пришли в упадок. Урбанизация практически остановилась. Расселение кочевых туркмен остановилось, за исключением некоторых крупных центров и их окрестностей. Большинство туркмен в Анатолии ещё вели кочевой или полукочевой образ жизни. Им было необходимо перейти к оседлому образу жизни, чтобы сделать качественный скачок в хозяйствовании. Попытки реализовать это были предприняты во время правления султана Кылыч-Арслана.
По сообщениям армянских хронистов — священника Григора (продолжателя «Хронографии» Матвея Эдесского) и Смбата Спарапета — Кылыч-Арслан приказал удушить среднего брата, Девлета, потому что опасался его. При этом, «он [султан] убил не только брата, но и вельмож, которых подозревал в непокорности». Это напугало младшего брата, Шахин-шаха, который бежал в выделенные ему отцом районы Анкары и Чанкыры и вступил в борьбу за трон. Ягибасан, Зюннун, Шахин-шах и другие анатолийские эмиры заключили союз против Кылыч-Арслана. Их поддержал византийский император Мануил Комнин.

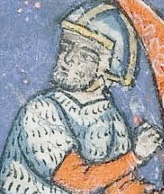
Нуреддин Махмуд. Из книги Вильгельма Тирского «Histoire d’Outremer» (Британский музей)

Почти сразу после смерти Месуда Ягибасан захватил Кайсери и отправил многих христиан города в свою область. Как пояснял О.Туран, переселения жителей городов или районов делалось не ради того, чтобы причинить зло людям, а с экономической целью: так как население Анатолии в то время было очень малочисленным, целью переселения были приобретение земледельцев и ослабление противника. Кылыч-Арслан выступил против Ягибасана, но вмешалось духовенство и предотвратило войну. Через некоторое время Ягибасан напал на Эльбистан и увёл 70 000 пленников. Кылыч-Арслан выступил против Ягибасана во второй раз. Их армии встретились у Аксарая в октябре 1155 года и Ягибасан потерпел поражение. Данышмендид был вынужден предложить султану мир. Кылыч-Арслан II сначала отклонил предложение Ягибасана, но нападение Нуреддина Махмуда заставило султана помириться с Данышмендидом. Духовенство добилось подписания договора между сторонами. Тем не менее, хотя договор содержал несколько статей в пользу Кылыч-Арслана, в нём не было положения о возвращении угнанных с его территорий людей.
Атабек Нуреддин Махмуд был женат на сестре Кылыч-Арслана II и планировал захватить некоторые земли сельджуков после смерти своего тестя. Как писал Михаил Сириец, воспользовавшись борьбой Кылыч-Арслана с Данышмендидами, Нуреддин Махмуд захватил Айнтаб и Рабан, а также некоторые другие города и замки.
В следующем 1156 году Степан, брат армянского правителя Киликии Тороса II, разграбил и разрушил Мараш. Но, хотя он и занял город, удерживал ворота и внешние стены, но не смог захватить внутренний замок. Когда Кылыч-Арслан прибыл с войском, Степан, не желавший оказаться между двумя войсками, вынужден был поспешно отступить из города, сжигая все, что не мог взять с собой. Кылыч-Арслан, преследуя Степана, вторгся в район Гёксуна. В августе 1157 года Степану удалось договориться с султаном о мире, передав ему с согласия Тороса II замок Пертус. Успешно завершив Киликийскую кампанию, Кылыч-Арслан отправил послание Нуреддину Махмуду с требованием вернуть захваченные земли. Тот проигнорировал письмо. В ответ Кылыч-Аслан заключил союз с королем Иерусалима Балдуином III, князем Антиохии Рено де Шатильоном и киликийским королём Торосом против Нуреддина Махмуда. Во время нападения Нуреддина Махмуда на земли сельджуков, против него выступил его брат Нусретеддин Амир Миран, который укрылся у Кылыч-Арслана. Кылыч-Арслан осадил Айнтаб, разрушил стены и отбил город. Затем он двинулся на Рабан. В то же время союзники Кылыч-Арслана, король Иерусалима и князь Антиохии, выступили против Алеппо. Оценив опасность войны на две стороны, Нуреддин Махмуд извинился перед султаном Кылыч-Арсланом и вернул ему захваченные земли сельджуков. Таким образом, к концу 1157 года Кылыч-Арслан полностью восстановил территории султаната.

### Отношения с Византией
Туркменские племена, расселённые вдоль сельджукско-византийской границы, постоянно совершали набеги на византийские земли. Но император Мануил Комнин был больше обеспокоен усилением Кылыч-Арслана, чем этими пограничными конфликтами. Он начал искать союзников в Анатолии против султана. Зимой 1158 года он отправился против Киликийской Армении в экспедицию, целью которой было восстановить пошатнувшийся престиж Византии. Несмотря на союз князем Антиохии Рено де Шатильоном, Торос не смог оказать сопротивление и укрылся в горных районах Чукурова. Тарс и Аназарба перешли в руки Мануила. Оказавшемуся беспомощным Торосу пришлось просить прощения у императора. Мануил принял прощённого им армянского царя как вассала. Рено де Шатильону так же пришлось признать сюзеренитет Византии. В знак капитуляции он явился к Мануилу с непокрытой головой и с верёвкой на шее: «снял с головы шлем, обнажил руки до самых локтей и, без обуви, с толпой монахов пройдя через весь город, предстал пред царя с верёвкой на шее и с мечом в левой руке». 12 апреля 1159 года Мануил торжественно въехал в Антиохию. Сначала он заключил с крестоносцами и армянами союз против Нуреддина Махмуда, но в итоге счёл целесообразным заключить договор и с ним, сохраняя на востоке противовес Кылыч-Арслану.

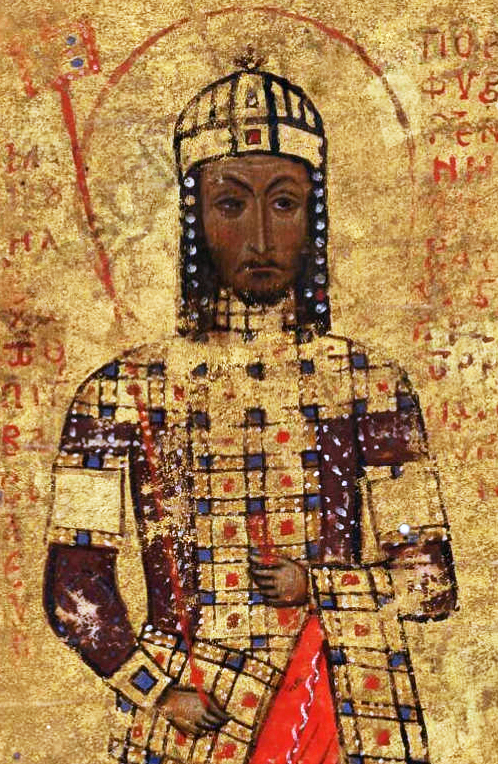
Мануил Комнин

Мануилу требовалось спешно вернуться в Константинополь из-за дошедших сообщений о готовящемся перевороте. Он хотел добраться до столицы кратчайшим путём через земли Кылыч-Арслана, с которым заключил мирное соглашение. Но, несмотря на это соглашение, проходя через земли сельджуков, он дважды — в Карамане и Кютахье — подвергался нападению со стороны туркмен. Вардан Аревелци сообщал, что византийская армия потеряла во время этих набегов 12 000 солдат, а Матвей Эдесский писал про 2000 погибших человек и 20 000 уведённых лошадей. Это нарушение сельджуками соглашения о ненападении может объясняться тем, что султан Кылыч-Арслан II узнал о союзе Мануила с Нуреддином Махмудом.
В следующем 1160 году Мануил выступил в поход против сельджуков и захватил Эскишехир. Туркмены совершали ночные нападения на византийскую армию и исчезали днем. Потери армии Мануила от этих нападений исчислялись десятками тысяч человек. С приближением зимы Мануилу пришлось вернуться в Византию. Туркмены воспользовались отходом византийской армии и дошли до районов Ыспарты и Денизли, а Данышмендид Ягибасан захватил византийские территории на побережье Чёрного моря — Бафру и Унье.
В 1161 году Мануил подготовился к войне с султаном, переправился в Анатолию и двинулся в регион Мендереса. Ведя переговоры с Кылыч-Арсланом, император, однако, в то же время начал контратаку из района Алашехира. Султан этого не ожидал, полагая, что император находится в районе Никеи в Вифинии. Тем не менее, сельджуки смогли организовать сопротивление и византийцы снова понесли тяжёлые потери в горных районах. Этот поход Мануила тоже закончился возвращением в Константинополь. Преследуя византийскую армию, сельджуки взяли Додургу, совершили набег на Денизли и захватили жителей города. Мануилу ничего не оставалось, кроме как найти союзников против сельджуков. Император обратился к крестоносцам в Сирии, заключил тайный союз с Ягибасаном и с братом султана Шахин-шахом. Ягибасан уговорил вступить в этот союз своих родственников — Зюннуна, правителя Кайсери, и Зюлькарнайна, эмира Малатьи. Шахин-шаху Мануил обещал трон султана, эмирам — часть сельджукских земель. Но эти переговоры не остались тайной для Кылыч-Арслана, который быстро узнал о заключённом против него союзе. Он предпринял несколько попыток разорвать его заключение на этапе переговоров.
Согласно Иоанну Киннаму, византийский полководец Иоанн Контостефан случайно столкнулся с частью сил Кылыч-Арслана и разбил их. Якобы, это поражение заставило султана выдвинуть предложение о мире императору Мануилу. Согласно Ф. Шаландону, это сообщение есть только у Киннама и его достоверность не доказана. Известно, что Иоанн Контостефан в 1160 году отправился в Иерусалим договариваться о браке овдовевшего Мануила. Описываемая Киннамом битва состоялась в то время, когда Иоанн Контостефан ещё был в Иерусалиме.

### Поездка в Константинополь
Несмотря на усилия Кылыч-Арслана по сохранению мира, туркменские эмиры Анатолии оставались враждебно настроенными по отношению к султану, в основном из-за интриг византийцев. Поэтому прежде, чем прийти к соглашению с эмирами, Кылыч-Арслану II было необходимо обеспечить нейтралитет Византии. Кылыч-Арслан отправил к императору атабека Сулеймана, предлагая отпустить византийских пленников при условии заключения мира, но Мануил отверг это предложение. После этого Кылыч-Арслан попытался разделить императора и Ягибасана, предложив Эльбистан и его регион последнему, но эта попытка не удалась. Враждебность Данышмендида султану была продемонстрирована, когда он напал на кортеж, сопровождавший невесту Кылыч-Арслана, дочь правителя Эрзурума Иззеддина Салтука. Когда она проезжала Малатью, Ягибасан похитил её и выдал замуж за своего племянника Зюннуна.
Султан предпринял ещё одну попытку примириться с императором и отправил служившего ему византийца Христофора в Константинополь. Через Христофора он передавал императору, что обещает вернуть захваченные им в последние годы города, вернуть пленных, прекратить туркменские набеги на границы империи и оказать военную помощь в случае необходимости. Султан сообщал, что хочет приехать в Константинополь, чтобы подписать договор. Осенью 1161 года византийско-сельджукские конфликты прекратились, а византийский двор подтвердил готовность принять султана и заключить договор. В 1162 году вместе со своим союзником, Нусретеддином Амир Мираном, братом Нуреддина Махмуда, Кылыч-Арслан двинулся в Византию. Бар-Эбрей писал, что султана сопровождали 1000 всадников. Император пышно принял султана, описание этого визита есть у Иоанна Киннама, Никиты Хониата, Михаила Сирийца.Кылыч-Арслан получил много ценных даров. Султан и император подписали договор. Согласно Киннаму:
«обещания султана были таковы: иметь во всю жизнь вражду с теми, которые питают вражду к царю, и наоборот, — дружбу с теми, которые хранят благорасположение к нему; отдать царю большие и важнейшие города, которыми он овладел; ни в каком случае не заключать мирных договоров с кем-либо из врагов без позволения царя; когда будет нужно, помогать римлянам и являться для этого со всеми силами, где бы ни была война — на востоке или на западе; не оставлять без наказания тех своих подданных, которые привыкли жить грабежами и обыкновенно называются туркоманами, как скоро они совершат какое-либо преступление против римской земли.»
Данные современников о длительность визита расходятся. Иоанн Киннам не уточнял, написав «довольно времени прожив в Византии», аналогично и Никита Хониат писал, что «султан пробыл довольно долго у царя». Современник событий Михаил Сириец писал про 80 дней, родившийся более чем через 60 лет после событий Бар-Эбрей — 80 дней (в турецком переводе — 8). О. Туран и Э. Мерчил, принимая точку зрения Михаила Сирийца, заявляли, что султан пробыл в Константинополе 80 дней. А. Васильев писал про 8 дней, Г. Острогорский про три месяца, Ф. Успенский про почти месяц, Ф. Шаландон про 80 (quatre vingt) дней. А. Чай предположил, что Шаландон хотел написать про 24 (vingt-quatre) дня. По мнению А. Чая, 24 — более реалистичная оценка, «80 дней кажутся очень долгим сроком». Турецкий историк М. Кешик так же полагал, что 80 дней — слишком много, он считал, что срок в 8 дней более похож на правду, поскольку Кылыч-Арслан навряд ли оставил бы Конью надолго.

### Борьба с эмирами Анатолии
| \| \| \| \| \| \| \| \| \| \| \| \| \| \| \| Эмир Гази с 1104[76] \| \| \| \| \| \| \| \| \| \| \| \| \| \| \| \| \| \| \| \| \| \| \| \| \| \| \| \| \| \| \| \| \| \| \| \| \| \| \| \| \| \| \| \| \| \| \| \| \| \| \| \| \| \| \| \| \| \| \| \| \| \| \| \| \| \| \| \| \| \| \| \| \| \| \| \| \| \| \| \| \| \| \| \| \| \| \| \| \| \| \| \| \| \| \| \| \| \| \| \| \| \| \| \| \| \| \| \| \| \| \| \| \| \| \| \| \| \| \| \| \| \| \| \| \| \| \| \| \| \| \| \| \| \| \| \| \| \| \| \| \| \| \| \| \| \| \| \| \| \| \| \| \| \| \| \| \| \| \| \| \| \| \| \| \| \| \| \| \| \| \| \| \| \| \| \| \| \| \| \| \| \| \| \| \| \| \| \| \| \| \| \| \| \| \| \| \| \| \| \| \| \| \| \| \| \| \| \| \| \| \| \| \| \| \| \| \| \| \| \| \| \| \| Мухаммед с 1134 \| Мухаммед с 1134 \| Мухаммед с 1134 \| Мухаммед с 1134 \| Мухаммед с 1134 \| Мухаммед с 1134 \| \| \| Ягибасан в 1143—1164 \| Ягибасан в 1143—1164 \| Ягибасан в 1143—1164 \| Ягибасан в 1143—1164 \| Ягибасан в 1143—1164 \| Ягибасан в 1143—1164 \| \| \| Айнеддин в 1143 \| Айнеддин в 1143 \| Айнеддин в 1143 \| Айнеддин в 1143 \| Айнеддин в 1143 \| Айнеддин в 1143 \| \| \| Зулькарнайн с 1152 \| Зулькарнайн с 1152 \| Зулькарнайн с 1152 \| Зулькарнайн с 1152 \| Зулькарнайн с 1152 \| Зулькарнайн с 1152 \| \| \| \| \| \| \| \| \| \| \| \| \| \| \| \| \| \| \| \| \| \| \| \| \| \| \| \| \| \| \| \| \| \| \| \| \| \| \| \| \| \| \| \| \| \| \| \| Мухаммед с 1134 \| Мухаммед с 1134 \| Мухаммед с 1134 \| Мухаммед с 1134 \| Мухаммед с 1134 \| Мухаммед с 1134 \| \| \| Ягибасан в 1143—1164 \| Ягибасан в 1143—1164 \| Ягибасан в 1143—1164 \| Ягибасан в 1143—1164 \| Ягибасан в 1143—1164 \| Ягибасан в 1143—1164 \| \| \| Айнеддин в 1143 \| Айнеддин в 1143 \| Айнеддин в 1143 \| Айнеддин в 1143 \| Айнеддин в 1143 \| Айнеддин в 1143 \| \| \| Зулькарнайн с 1152 \| Зулькарнайн с 1152 \| Зулькарнайн с 1152 \| Зулькарнайн с 1152 \| Зулькарнайн с 1152 \| Зулькарнайн с 1152 \| \| \| \| \| \| \| \| \| \| \| \| \| \| \| \| \| \| \| \| \| \| \| \| \| \| \| \| \| \| \| \| \| \| \| \| \| \| \| \| \| \| \| \| \| \| \| \| \| \| \| \| \| \| \| \| \| \| \| \| \| \| \| \| \| \| \| \| \| \| \| \| \| \| \| \| \| \| \| \| \| \| \| \| \| \| \| \| \| \| \| \| \| \| \| \| \| \| \| \| \| \| \| \| \| \| \| \| \| \| \| \| \| \| \| \| \| \| \| \| \| \| \| \| \| Юнус \| Юнус \| Юнус \| Юнус \| Юнус \| Юнус \| \| \| Зюннун в 1143, в 1172—1175 \| Зюннун в 1143, в 1172—1175 \| Зюннун в 1143, в 1172—1175 \| Зюннун в 1143, в 1172—1175 \| Зюннун в 1143, в 1172—1175 \| Зюннун в 1143, в 1172—1175 \| \| \| Ибрагим в 1166 \| Ибрагим в 1166 \| Ибрагим в 1166 \| Ибрагим в 1166 \| Ибрагим в 1166 \| Ибрагим в 1166 \| \| \| Мухаммед в 1162—1170, в 1175–1178 \| Мухаммед в 1162—1170, в 1175–1178 \| Мухаммед в 1162—1170, в 1175–1178 \| Мухаммед в 1162—1170, в 1175–1178 \| Мухаммед в 1162—1170, в 1175–1178 \| Мухаммед в 1162—1170, в 1175–1178 \| \| \| Касым с 1170 \| Касым с 1170 \| Касым с 1170 \| Касым с 1170 \| Касым с 1170 \| Касым с 1170 \| \| \| Афридун с 1171 \| Афридун с 1171 \| Афридун с 1171 \| Афридун с 1171 \| Афридун с 1171 \| Афридун с 1171 \| \| \| \| \| \| \| \| \| \| \| \| \| \| \| \| \| \| \| \| \| \| \| \| \| \| \| \| \| \| \| \| Юнус \| Юнус \| Юнус \| Юнус \| Юнус \| Юнус \| \| \| Зюннун в 1143, в 1172—1175 \| Зюннун в 1143, в 1172—1175 \| Зюннун в 1143, в 1172—1175 \| Зюннун в 1143, в 1172—1175 \| Зюннун в 1143, в 1172—1175 \| Зюннун в 1143, в 1172—1175 \| \| \| Ибрагим в 1166 \| Ибрагим в 1166 \| Ибрагим в 1166 \| Ибрагим в 1166 \| Ибрагим в 1166 \| Ибрагим в 1166 \| \| \| Мухаммед в 1162—1170, в 1175–1178 \| Мухаммед в 1162—1170, в 1175–1178 \| Мухаммед в 1162—1170, в 1175–1178 \| Мухаммед в 1162—1170, в 1175–1178 \| Мухаммед в 1162—1170, в 1175–1178 \| Мухаммед в 1162—1170, в 1175–1178 \| \| \| Касым с 1170 \| Касым с 1170 \| Касым с 1170 \| Касым с 1170 \| Касым с 1170 \| Касым с 1170 \| \| \| Афридун с 1171 \| Афридун с 1171 \| Афридун с 1171 \| Афридун с 1171 \| Афридун с 1171 \| Афридун с 1171 \| \| \| \| \| \| \| \| \| \| \| \| \| \| \| \| \| \| \| \| \| \| \| \| \| \| \| \| \| \| \| \| \| \| \| \| \| \| \| \| \| \| \| \| \| \| \| \| Исмаил в 1164 \| \| \| \| \| \| \| \| \| \| \| \| \| \| \| \| \| \| \| \| \| \| \| \| \| \| \| \| \| \| \| \| \| \| \| \| \| \| \| \| \| \| \| \| \| \| \| \| \| \| \| \| \| \| \| Правители Сиваса \| \| \| \| \| \| \| \| \| \| \| \| \| \| \| \| \| \| \| \| \| \| \| \| \| \| \| \| \| \| \| \| \| \| \| \| \| \| \| \| \| \| \| \| \| \| \| \| \| \| \| \| \| \| \| \| \| \| \| \| \| \| \| \| \| \| \| \| \| \| \| \| \| \| \| \| \| Правители Малатьи \| \| \| \| \| \| \| \| \| \| \| \| \| \| \| \| \| \| \| \| \| \| \| \| \| \| \| \| \| \| \| \| \| \| \| \| \| \| \| \| \| \| \| \| \| \| \| \| \| \| \| \| \| \| \| \| \| \| \| \| \| \| \| \| \| \| \| \| \| \| \| \| \| \| \| \| |  |  |  |  |  |                 |                 |                 |                 |                 |                 |  |  |                            |                            |                            |                            |                            |                            |  |  |                 |                 |                 |                 |                 |                 |  |  |                                   |                                   |                                   |                                   |                                   |                                   |  |  |              |              |              |              |              |              |  |  |                |                |                |                |                |                |  |  |  |  |  |  |  |  |  |  |  |  |  |  |  |  |  |  |  |  |  |  |  |  |
| |  |  |  |  |  |                 |                 |                 |                 |                 |                 |  |  | Эмир Гази с 1104           |                            |                            |                            |                            |                            |  |  |                 |                 |                 |                 |                 |                 |  |  |                                   |                                   |                                   |                                   |                                   |                                   |  |  |              |              |              |              |              |              |  |  |                |                |                |                |                |                |  |  |  |  |  |  |  |  |  |  |  |  |  |  |  |  |  |  |  |  |  |  |  |  |
| |  |  |  |  |  |                 |                 |                 |                 |                 |                 |  |  |                            |                            |                            |                            |                            |                            |  |  |                 |                 |                 |                 |                 |                 |  |  |                                   |                                   |                                   |                                   |                                   |                                   |  |  |              |              |              |              |              |              |  |  |                |                |                |                |                |                |  |  |  |  |  |  |  |  |  |  |  |  |  |  |  |  |  |  |  |  |  |  |  |  |
| |  |  |  |  |  |                 |                 |                 |                 |                 |                 |  |  |                            |                            |                            |                            |                            |                            |  |  |                 |                 |                 |                 |                 |                 |  |  |                                   |                                   |                                   |                                   |                                   |                                   |  |  |              |              |              |              |              |              |  |  |                |                |                |                |                |                |  |  |  |  |  |  |  |  |  |  |  |  |  |  |  |  |  |  |  |  |  |  |  |  |
| |  |  |  |  |  | Мухаммед с 1134 | Мухаммед с 1134 | Мухаммед с 1134 | Мухаммед с 1134 | Мухаммед с 1134 | Мухаммед с 1134 |  |  | Ягибасан в 1143—1164       | Ягибасан в 1143—1164       | Ягибасан в 1143—1164       | Ягибасан в 1143—1164       | Ягибасан в 1143—1164       | Ягибасан в 1143—1164       |  |  | Айнеддин в 1143 | Айнеддин в 1143 | Айнеддин в 1143 | Айнеддин в 1143 | Айнеддин в 1143 | Айнеддин в 1143 |  |  | Зулькарнайн с 1152                | Зулькарнайн с 1152                | Зулькарнайн с 1152                | Зулькарнайн с 1152                | Зулькарнайн с 1152                | Зулькарнайн с 1152                |  |  |              |              |              |              |              |              |  |  |                |                |                |                |                |                |  |  |  |  |  |  |  |  |  |  |  |  |  |  |  |  |  |  |  |  |  |  |  |  |
| |  |  |  |  |  | Мухаммед с 1134 | Мухаммед с 1134 | Мухаммед с 1134 | Мухаммед с 1134 | Мухаммед с 1134 | Мухаммед с 1134 |  |  | Ягибасан в 1143—1164       | Ягибасан в 1143—1164       | Ягибасан в 1143—1164       | Ягибасан в 1143—1164       | Ягибасан в 1143—1164       | Ягибасан в 1143—1164       |  |  | Айнеддин в 1143 | Айнеддин в 1143 | Айнеддин в 1143 | Айнеддин в 1143 | Айнеддин в 1143 | Айнеддин в 1143 |  |  | Зулькарнайн с 1152                | Зулькарнайн с 1152                | Зулькарнайн с 1152                | Зулькарнайн с 1152                | Зулькарнайн с 1152                | Зулькарнайн с 1152                |  |  |              |              |              |              |              |              |  |  |                |                |                |                |                |                |  |  |  |  |  |  |  |  |  |  |  |  |  |  |  |  |  |  |  |  |  |  |  |  |
| |  |  |  |  |  |                 |                 |                 |                 |                 |                 |  |  |                            |                            |                            |                            |                            |                            |  |  |                 |                 |                 |                 |                 |                 |  |  |                                   |                                   |                                   |                                   |                                   |                                   |  |  |              |              |              |              |              |              |  |  |                |                |                |                |                |                |  |  |  |  |  |  |  |  |  |  |  |  |  |  |  |  |  |  |  |  |  |  |  |  |
| |  |  |  |  |  | Юнус            | Юнус            | Юнус            | Юнус            | Юнус            | Юнус            |  |  | Зюннун в 1143, в 1172—1175 | Зюннун в 1143, в 1172—1175 | Зюннун в 1143, в 1172—1175 | Зюннун в 1143, в 1172—1175 | Зюннун в 1143, в 1172—1175 | Зюннун в 1143, в 1172—1175 |  |  | Ибрагим в 1166  | Ибрагим в 1166  | Ибрагим в 1166  | Ибрагим в 1166  | Ибрагим в 1166  | Ибрагим в 1166  |  |  | Мухаммед в 1162—1170, в 1175–1178 | Мухаммед в 1162—1170, в 1175–1178 | Мухаммед в 1162—1170, в 1175–1178 | Мухаммед в 1162—1170, в 1175–1178 | Мухаммед в 1162—1170, в 1175–1178 | Мухаммед в 1162—1170, в 1175–1178 |  |  | Касым с 1170 | Касым с 1170 | Касым с 1170 | Касым с 1170 | Касым с 1170 | Касым с 1170 |  |  | Афридун с 1171 | Афридун с 1171 | Афридун с 1171 | Афридун с 1171 | Афридун с 1171 | Афридун с 1171 |  |  |  |  |  |  |  |  |  |  |  |  |  |  |  |  |  |  |  |  |  |  |  |  |
| |  |  |  |  |  | Юнус            | Юнус            | Юнус            | Юнус            | Юнус            | Юнус            |  |  | Зюннун в 1143, в 1172—1175 | Зюннун в 1143, в 1172—1175 | Зюннун в 1143, в 1172—1175 | Зюннун в 1143, в 1172—1175 | Зюннун в 1143, в 1172—1175 | Зюннун в 1143, в 1172—1175 |  |  | Ибрагим в 1166  | Ибрагим в 1166  | Ибрагим в 1166  | Ибрагим в 1166  | Ибрагим в 1166  | Ибрагим в 1166  |  |  | Мухаммед в 1162—1170, в 1175–1178 | Мухаммед в 1162—1170, в 1175–1178 | Мухаммед в 1162—1170, в 1175–1178 | Мухаммед в 1162—1170, в 1175–1178 | Мухаммед в 1162—1170, в 1175–1178 | Мухаммед в 1162—1170, в 1175–1178 |  |  | Касым с 1170 | Касым с 1170 | Касым с 1170 | Касым с 1170 | Касым с 1170 | Касым с 1170 |  |  | Афридун с 1171 | Афридун с 1171 | Афридун с 1171 | Афридун с 1171 | Афридун с 1171 | Афридун с 1171 |  |  |  |  |  |  |  |  |  |  |  |  |  |  |  |  |  |  |  |  |  |  |  |  |
| |  |  |  |  |  |                 |                 |                 |                 |                 |                 |  |  |                            |                            |                            |                            |                            |                            |  |  | Исмаил в 1164   |                 |                 |                 |                 |                 |  |  |                                   |                                   |                                   |                                   |                                   |                                   |  |  |              |              |              |              |              |              |  |  |                |                |                |                |                |                |  |  |  |  |  |  |  |  |  |  |  |  |  |  |  |  |  |  |  |  |  |  |  |  |
| Правители Сиваса |  |  |  |  |  |                 |                 |                 |                 |                 |                 |  |  |                            |                            |                            |                            |                            |                            |  |  |                 |                 |                 |                 |                 |                 |  |  |                                   |                                   |                                   |                                   |                                   |                                   |  |  |              |              |              |              |              |              |  |  |                |                |                |                |                |                |  |  |  |  |  |  |  |  |  |  |  |  |  |  |  |  |  |  |  |  |  |  |  |  |
| Правители Малатьи |  |  |  |  |  |                 |                 |                 |                 |                 |                 |  |  |                            |                            |                            |                            |                            |                            |  |  |                 |                 |                 |                 |                 |                 |  |  |                                   |                                   |                                   |                                   |                                   |                                   |  |  |              |              |              |              |              |              |  |  |                |                |                |                |                |                |  |  |  |  |  |  |  |  |  |  |  |  |  |  |  |  |  |  |  |  |  |  |  |  |

Пока Кылыч-Арслан II находился в Константинополе, Ягибасан захватил регионы Хартперта и Чемишгезека (Хизан и Карсан). Он разграбил их, захватил в плен часть местного населения и сослал их в Кемах. После возвращения султана от императора большинство анатолийских эмиров отправили послов к султану, чтобы заключить с ним мир. Таким образом Кылыч-Арслан разорвал союз против него и вернулся в более сильном положении, чтобы восстановить единство в Анатолии. Когда Кылыч-Арслан отправился в поход против Ягибасана, эмир Хисн-Кайфы Кара Арслан, эмир Мардина Неджмеддин-Альпы, а также эмир Эрзена и Битлиса Девлетшах присоединились к нему. Союзники захватили Малатью после непродолжительной осады и двинулись к Сивасу, столице Ягибасана, который не мог противостоять их армии и был вынужден оставить Сивас султану и отступить. Он отправился в Чанкыры, чтобы объединиться с братом Кылыч-Арслана Шахин-шахом. 4 августа 1164 года он внезапно умер в Чанкыры или по пути туда.
После смерти Ягибасана его вдова, сестра Кылыч-Арслана, вышла замуж за внучатого племянника своего умершего мужа, Исмаила, и провозгласила его правителем. Воспользовавшись возникшими между Данышмендидами Сиваса разногласиями из-за раздела наследства и последовавшим ослаблением союза эмиров против султана, Кылыч-Арслан напал на своего брата Шахин-шаха, победил его и захватил его регион. В 1165 году Кылыч-Арслан захватил области Эльбистан, Даренде и Гедук, а в 1167 — вернул захваченные Нуреддином Махмудом Рабан, Гёксун, Мараш и Бехисни. В 1169 году, он захватил Кайсери и Заманты у Зюннуна. В Анатолии Данышмендиды теперь правили лишь в Малатье, а сивасская ветвь власть потеряла. Зюннун и Шахин-шах были вынуждены укрыться у Нуреддина Махмуда, от которого ждали помощи. Однако в то время Нуреддина больше интересовал Египет, а не Анатолия.
После смерти в 1162 году Данышмендида Малатьи Зулькарнайна его преемником стал его сын Мухаммед, который был изгнан, и его сменил его брат Касым, а после Касыма стал править другой брат Афридун. Мухаммед укрылся у Кылыч-Арслана II, и султан назначил его править Эрегли. Чтобы отомстить своим братьям Мухаммед призывал Кылыч-Арслана захватить Малатью. Кылыч-Арслан счёл это целесообразным и напал на город весной 1173 года. Он захватил около 12 000 человек, живших в окрестностях Малатьи, и вернулся в Кайсери. Во время осады эмир Афридун также, как Зюннун и Шахин-шах, укрылся у Нуреддина Махмуда, который теперь решил остановить экспансию сельджуков, чтобы обезопасить регион Евфрата, и вмешался в конфликт.

### Борьба с Нуреддином Махмудом
Нуреддин Махмуд не одобрял борьбу турецких и мусульманских правителей друг с другом, но он не хотел, чтобы Кылыч-Арслан, в котором он видел своего соперника, стал сильнее. Вместо Анатолии под единой властью сельджукского султана Нуреддин предпочёл бы Анатолию, разделённую между различными эмирами. Поэтому он поддерживал Данышмендидов и формировал союз против Кылыч-Арслана. За короткое время в этот союз были включены Данышмендиды, Артукиды Мардина и Хартперта и Шахин-шах, брат Кылыч-Арслана II. Позднее, в 1173 году, к этому союзу присоединился и дядя Кылыч-Арслана (по словам Михаила Сирийца, по матери), бей Гёксуна Гёк-Арслан.
В 1172 году к Сивасу были отправлены союзные войска, сформированные усилиями Нуреддина Махмуда, под командованием Данышмендида Исмаила. Нуреддин Махмуд направил письмо султану Кылыч-Арслану II, требуя вернуть земли Зюннуна, освобождения детей Шахин-шаха, находившихся в плену в руках султана, и возвращения 12 000 человек, угнанных из Малатьи. Султан держал при себе послов Нуреддина Махмуда до лета. Наконец, он сообщил послам, что отклонил просьбы Нуреддина Махмуда. Войска, входившие в антисельджукский союз, двинулись из Сиваса и начали продвигаться к Кайсери. Брат Тороса, Млех, напал на Киликию, а Нуреддин — на владения сельджуков на правом берегу Евфрата. Летом 1173 года Нуреддин Махмуд занял Мерзубан, Мараш, Гёксун и Бехисни.
В это время в Сивасе и его окрестностях царил сильный голод. По данным источников, зима была настолько суровой, что снег выпадал даже в тех местах, где никогда не выпадал. Поскольку голод в Сивасе и его окрестностях был сильнее, чем где-либо ещё, люди не выдержали и попросили Данышмендида Исмаила раздать населению пшеницу, находившуюся на его складах. Однако Исмаил отклонил эту просьбу народа. В ответ в городе вспыхнуло восстание против него. Восставший народ убил Исмаила, его жену (сестру Кылыч-Арслана), и около 500 его людей. В городе царил хаос, было много грабежей. Некоторые жители Сиваса обратились к Зюннуну, пригласили его в Сивас и попросили взойти на трон. Зюннун поспешно прибыл и с помощью Нуреддина Махмуда вновь стал главой бейлика Данышмендидов Сиваса.
Когда Нуреддин Махмуд вторгся на земли сельджуков, султан Кылыч-Арслан II выступил против него с армией. 14 июня 1173 года армия Нуреддина Махмуда находилась на одном берегу реки Джейхан, Кылыч-Арслан со своей армией — на другом берегу. Многочисленность обеих армий, и то, что опасность голода в регионе ещё не была преодолена, напугали обе стороны. Между тем до Нуреддина Махуда дошли новости, что армии крестоносцев вторглись на его земли. Ему пришлось заключить соглашение с Кылыч-Арсланом и вернуть султану все отнятые территории. Взамен султан признал Зуннуна правителем Сиваса. В одном из писем султану, Нуреддин Махмуд писал: «Вы соседи с греками, но вы не нападаете на них. Крайне важно, чтобы вы нападали на них, объединившись со мной». Султан пообещал Нуреддину Махмуду, что продолжит джихад против христиан. Это обещание и соглашение стали одной из главных причин нового турецко-византийского конфликта, поскольку это противоречило условиям соглашения 1162 года между Мануилом и Кылыч-Арсланом.

### Обострение отношений с Византией
Обеспокоенный вторжениями туркмен в Сандыклы, император в 1173 году двинулся к Алашехиру. Кылыч-Арслан не был готов к войне и отправил посланника к императору, заявив, что не несёт ответственности за туркменские нападения. Туркменские набеги продолжились и распространились до Денизли, Бергамы и Эдремита. Император приказал послать армию, чтобы захватить города, которые султан обещал вернуть в соответствии с договором 1162 года. Однако византийские войска вернулись из Анатолии ни с чем. После смерти в мае 1174 года Нуреддина Махмуда Кылыч-Арслан захватил у Данышмендидов Сивас, Никсар, Токат и Коману. Вслед за этим он покорил Менгюджекидов. Под властью Кылыч-Арслана оказалась большая часть Анатолии, а Шахин-шах и Зюннун нашли новое убежище — у императора Мануила. Политика Кылыч-Арслана в отношении Византии стала более угрожающей.
Шахин-шах, которого император отправил в Амасью с Михаилом Гавром, попал в засаду недалеко от Эскишехира. Когда желание императора захватить Амасью не осуществилось, он послал в Никсар армию под командованием Андроника Ватаца, чтобы вернуть город Зюннуну. Однако и эта византийская армия потерпела поражение.
Император приказал восстановить замок Дорилей, разрушенный сельджуками. Работы по укреплению Дорилея были завершены за 40 дней. Вокруг стен были прорыты рвы, были созданы запасы продовольствия, построены большие цистерны для питьевой воды. Позже он спустился на равнину Мендереса, перестроил замок Сублеум и разместил там гарнизон. Набеги туркмен продолжались. Император отклонил предложения Кылыч-Арслана о возобновлении договора и решил отправиться в поход.
По словам Никиты Хониата, император намеревался лично захватить Конью, восстановив византийское господство в Анатолии и открыв путь через её территории в Иерусалим. Он даже отправил папе Александру III письмо по поводу некоторых выигранных им сражений, заявив, что собирается урегулировать турецкий вопрос, и что папа может призвать к крестовому походу. Император просил папу убедить западных правителей помочь ему в войне против турок, но в ответном письме от 29 января 1176 года папа писал, что помощь может быть направлена только в конце года. В начале 1176 года султан снова предложил императору мир. Однако император не только отверг эти предложения, но и, по словам Никиты Хониата, заявил посланникам султана:
«Я не сложу оружия, пока голова султана не окажется перед моими ногами».
То, что султан часто отправлял послов с предложениями мира, вероятно, создавал у императора впечатление, что султан боялся его.

### Битва при Мириокефале
Весной 1176 года император собрал большую армию. Он планировал отправиться к Конье весной, но венгерские и сербские войска опоздали, что задержало отправление армии в поход до лета. Император собирался напасть на сельджукскую столицу Конью, пройдя через долину Мендереса. Этот путь был кратчайшим, но шёл через труднопроходимую местность. Кылыч-Арслан снова отправил к императору посланника с предложением мира, и Мануил созвал военный совет для обсуждения этого предложения. На совете старые и опытные полководцы утверждали, что полные ловушек земли сельджуков не пройти, боевая мощь противника очень высока, армия туркменов, состоящая из конных лучников, высокомобильна, в то время как византийская армия находится в тяжёлом положении из-за эпидемии. Эти советники рекомендовали принять мирное предложение. Однако их мнение столкнулось с идеями придворных, совершенно не знавших реалий войны с туркменами. Императору и его молодым полководцам этот совет казался трусостью и предательством. Предложение не было принято. Получив отказ, Кылыч-Арслан ещё раз повторил своё мирное предложение. Однако Мануил снова его отклонил. Намереваясь навязать султану войну на два фронта, Мануил отправил колонну из примерно 30 тысяч солдат под командованием своего племянника Андроника Ватаца, чтобы взять захваченный Кылыч-Арсланом город Данышмендидов Никсар. Войско Андроника двигалось на восток вдоль Чёрного моря, а затем повернуло на юг. Однако оно было уничтожено сельджуками, о чём Мануил узнал лишь после битвы у Мириокефала. Как сообщал Михаил Сириец, по приказу Кылыч-Арслана его войска избегали сражения. Отряды сельджуков кружили на безопасном расстоянии вокруг византийской армии, уничтожали на пути императорской армии продовольствие, отравляли колодцы, бросая в них трупы животных, и убивали всех византийцев, отделившихся от основных сил, будь то фуражиры или разведчики. Гарнизоны сельджуков по возможности защищали крепости или же сжигали их и отступали. Кроме того, по словам Мануила, его армия страдала от кишечного заболевания.

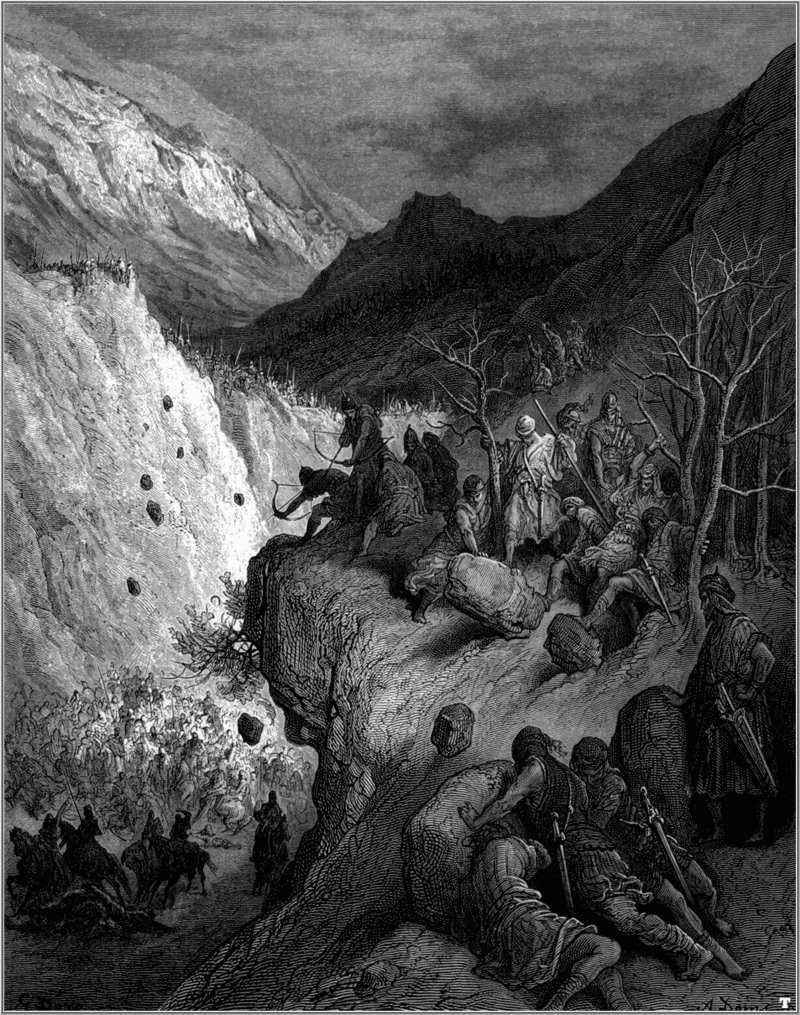
Сельджуки забрасывают камнями и стрелами христианскую армию., гравюра Гюстава Доре

Султан разместил своих людей на высотах ещё до подхода византийцев. Сельджуки дождались, пока вся армия противника начнёт входить на узкий перевал, а затем с высот начали осыпать стрелами и сбрасывали с высот обломки скал. К моменту начала атаки авангард был у узкого прохода. Ему оставалось только двигаться вперёд, освобождая путь для других подразделений. Авангард и следовавшая за ним главная часть армии, состоявшая из греков, заняли близлежащий холм, возвышавшийся над долиной, и перестроились для обороны. Сельджуки сосредоточили атаки на правом и левом флангах. Сначала они спустились с высот в большом количестве и окружили правое крыло византийцев, которым командовал Балдуин Антиохийский. Окружённый врагами, он был убит, а правое крыло было почти полностью уничтожено. Сельджуки вывели из строя волов и повозки, заблокировали проход и отрезали Мануила с телохранителями и арьергардом от остальной армии. Ущелье было слишком узким, чтобы византийская армия могла маневрировать. Вскоре она распалась на отряды, которые оборонялись, как могли. Один из командиров левого крыла, Иоанн Кантакузин, в одиночку отбивался от множества врагов и пал в бою. Сельджуки увидели, что император пытается пробиться к авангарду, и напали на его небольшой отряд. С теми, кто уцелел в центре, император с трудом пробился к авангарду. В конце концов, всем выжившим удалось собраться на склоне холма, который они укрепили. Утром Кылыч-Арслан велел выставить перед византийским лагерем на копьё голову Андроника Ватаца. Тем самым он сообщал императору, что греки не должны ожидать помощи от войска, ушедшего к Неокесарии, поскольку оно уничтожено вместе с командиром. Моральный дух византийцев «не мог быть ниже», по словам С. Дина. Армия Кылыч-Арслана также понесла потери, поэтому ни Мануил, ни султан не рискнули продолжить сражение на следующий день.

### Договор императора и султана
Согласно Никите Хониату и императору, Кылыч-Арслан попросил мира. Никита Хониат писал, что султан послал своего визиря-грека Гавра (С. Врионис полагал, что послом был визирь Кылыч-Арслана Ихтияруддин Хасан) к Мануилу с предложением заключить мир. Султан предлагал византийцам безопасный проход обратно на свою территорию; взамен Мануил должен разрушить византийские пограничные укрепления в Дорилее и Сублеуме. Однако, по словам Михаила Сирийца и Бар-Эбрея, просил мира не султан, а император. Он отправил посреди ночи к султану гонцов с просьбой о мире и согласился уступить султану отстроенные им места. Ромуальд Салернский отметил, что император, «не найдя выхода, заключил перемирие, какое только мог, с султаном». Неизвестно, почему Кылыч-Арслан согласился на мир договор с такими лёгкими условиями для проигравшего сражение противника. А. Васильев писал: «в силу каких-то совершенно загадочных причин Кылыч-Арслан не использовал своей победы».
Битва при Мириокефалоне представляет собой важный поворотный момент для тюркизации Анатолии. Надежды византийцев, рассчитывавших вернуть Анатолию, были полностью разрушены. За исключением побережья Эгейского моря, господство в Анатолии перешло в руки сельджуков. Кылыч-Арслан отправил письма с сообщениями о победе мусульманским правителям, особенно аббасидскому халифу, его победа была отпразднована в исламских странах.

### Отношения с Византией после битвы
Император не разрушил укрепления в Дорилее и Сублеуме, нарушив соглашение. Кылыч-Арслан II отправил посольство в Византию и просил императора соблюдать договор. Но император ответил, что он «не чувствует себя обязанным выполнить обещание, данное при тяжёлых обстоятельствах». Поняв, что Мануил не будет соблюдать договор, Кылыч-Арслан в 1177 году отправил на византийскую территорию армию численностью 24 000 человек под командованием некоего Атабека наказать Византию, уничтожив регион Мендереса. Атабек в 1177 году взял Айдын и Антиохию на Меандре (близ Назилли). В ответ на это император послал против сельджуков войско во главе с Михаилом Аспиетом. Оно заблокировало обратный путь противнику на переправе через Мендерес. Византийская армия разделилась на две части: одна располагалась за холмом, а другая была спрятана в кустах на другом берегу реки. Когда сельджуки, не подозревая о ловушке, начали переправляться через реку, на них обрушился дождь из стрел с двух сторон. Атабеку не удалось отбросить византийцев. Во время этой битвы погиб Атабек, но византийцы также понесли большие потери, погиб Михаил Аспиет. Сельджуки двинулись вдоль реки, ища более подходящее место для переправы.
В 1178 году Мануил Комнин организовал ещё один поход против сельджуков. Он надеялся отвоевать регион у кочевых туркмен, поселившихся в окрестностях Панасиоса и Лакериоса (в регионе Чал). Но византийскому войску не удалось пройти незамеченным, туркмены отступили, а Мануилу пришлось вернуться без боя. Возвращаясь, Мануил оставил отряд под командованием своего племянника Андроника Ангела и кузена Михаила Кантакузина для защиты региона. Однажды ночью на византийские войска совершили набег сельджуки. Андроник Ангел бросил свои войска, укрылся в Хоне, а затем убежал в Денизли. Византийская армия, оставшаяся без командира, была рассеяна. Михаилу Кантакузину не удалось снова сплотить разбитую византийскую армию. Ему пришлось вернуться в Византию с войсками, которые он смог собрать. По словам Никиты Хониата, Мануил был рассержен этим «позорным поражением» и хотел сурово наказать своего двоюродного брата. В 1179 году сельджуки осадили Эскихисар. Мануил прибыл в регион во главе своей армии и сельджуки сочли целесообразным отступить. Но этого успеха Мануила было уже недостаточно для предотвращения туркменской экспансии. Давление кочевых племён на сельджукско-византийской границе усиливалось. После смерти в 1180 году Мануила Кылыч-Арслан захватил Улуборлу, Эскишехир и Кютахью. К концу 1182 года сельджуки достигли Денизли.
После смерти в 1183 году императора Алексея, сменившего своего отца Мануила, в Византии началась борьба за трон. Кылыч-Арслан написал письмо Михаилу Сирийцу, в котором сообщил, что «племянник византийского императора с детьми» приехал к нему из Алашехира и просил помощи в этой борьбе. Султан поддержал их и отправил армию в 40 000 человек, что позволило ему расширить территорию до Эгейского моря. Султан также писал про захваченные им 72 византийских крепости.
После смерти византийского императора Андроника Комнина и восшествия на византийский престол Исаака Ангела (1185), Кылыч-Арслан направил в Алашехир и его окрестности армию, которая разграбила регион. Византия смогла добиться мира, только согласившись платить налог в течение 10 лет.

### Борьба с анатолийскими эмирами после Мириокефала

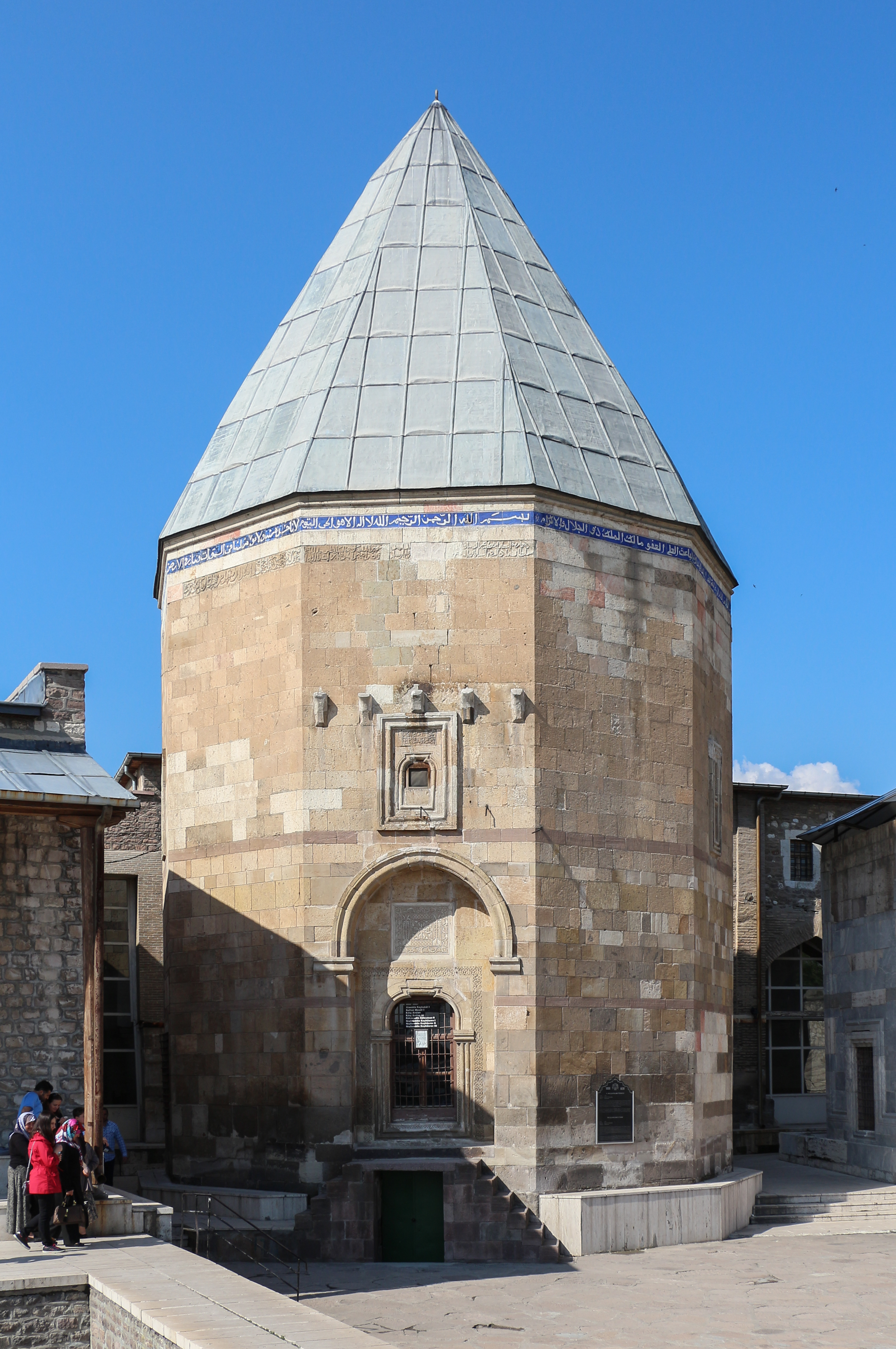
Тюрбе Кылыч-Арслана

После битвы при Мириокефале основной целью Кылыч-Арслана стала Малатья, в которой правил Данышмендид Мухаммед. Он стал правителем в 1175 году, убив своего брата Афридуна. Осаду Малатьи султан возглавлял лично. Думая, что осада затянется, султан построил себе каменный особняк и кирпичные казармы для своих солдат и напал на город. Осада продолжалась около 4 месяцев. Голод в городе заставил Мухаммеда Данышмендида обратиться к султану с предложением сдать город при условии сохранения ему жизни, на что султан согласился. Мухаммед покинул город и отправился в Хартперт. На этом ветвь Данышмендидов Малатьи закончила своё правление. 25 октября 1178 года Кылыч-Арслан вошёл в Малатью.
Эмиры Артукиды обеспокоились захватом Малатьи Кылыч-Арсланом, поскольку она была близка к их территориям. Они обратились к правителю Сирии и Египта Салах ад-Дину и признали его своим сюзереном. После того, как Артукиды перешли под защиту Салах ад-Дина, к нему в 1179 году прибыло посольство Кылыч-Арслана и передало ему требование султана вернуть замок Рабан, ранее принадлежавший сельджукам, а позже захваченный Нуреддином Махмудом. Однако Салах ад-Дин отклонил эту просьбу султана. Кылыч-Арслан II послал отряд в 20 000 человек, чтобы захватить Рабан, но армия сельджуков потерпела поражение от сил Айюбидов.
Конфликт разросся после инцидента с Артукидом Хисн-Кайфы Нуреддином Мухаммедом бен Кара-Арслан, который был зятем Кылыч-Арслана II, но перешёл под защиту Салах ад-Дина после завоевания тестем Малатьи. Кылыч-Арслан напал на зятя, оправдывая это плохим обращением того с дочерью султана, Сельчук-хатун. Возможно, под этим предлогом Кылыч-Арслан планировал присоединении территории Артукидов к своим. Его армия вторглась на земли Мухаммеда. Салах ад-Дин отправил посла к султану и попросил, чтобы тот помиловал зятя. Однако Кылыч-Арслан настаивал на возвращении Ханзита (регион, центром которого является Хартперт), который Нуреддин Мухаммед получил как приданое дочери султана, и сообщил Салах ад-Дину о проступках своего зятя через посла. Разрешить спор между сторонами не удалось. Салах ад-Дин заключил соглашение с крестоносцами и отправился в поход против Кылыч-Арслана. Понимая серьёзность ситуации, Кылыч-Арслан послал к Салах ад-Дину своего визиря Ихтияруддина Хасана и попросил мира. В результате между сторонами было достигнуто соглашение. Султан примирился с зятем после того, как тот поклялся, что больше не будет жить в распутстве, и будет почитать дочь султана. В это время был убит киликийский король Млех, имевший дружеские отношения как с султаном Кылыч-Арсланом II, так и с другими исламскими правителями. Его преемник Рубен III воспользовался сложной ситуацией в Византии и захватил принадлежавшие Византии Мисис и Адану. Позже он заключил соглашение с франками (лидерами государств крестоносцев). Воспользовавшись конфликтом между Кылыч-Арсланом II и Салах ад-Дином, он напал на кочевые туркменские племена, конфисковал их животных и имущество. Мир между Кылыч-Арсланом II и Салах ад-Дином также включал совместную операцию против Рубена. Кылыч-Арслан вторгся в Киликию с севера, Салах ад-Дин с юга. Понимая, что не сможет им противостоять, Рубен I попросил мира, освободил захваченных им туркмен и прислал большую сумму денег.
Улуборлу, Кютахья и Дорилей попали под власть сельджуков в 1180 году. Денизли и Анталия были ими осаждены, но захватить города сельджукам не удалось. В 1187 году сельджуки дошли до Сиса, завоевав земли, находившиеся под властью армян.

### Раздел султаната
Источники приводили различные данные о количестве сыновей Кылыч-Арслана II. Ибн аль-Асир называл 9 имен, но не утверждал, что других сыновей не было. Ибн Биби называл 11 сыновей и перечислил их имена вместе с выделенными им уделами. Но в другом месте хронист написал, что у султана было 12 сыновей. Михаил Сириец и Бар-Эбрей заявляли, что у него было 12 сыновей, не называя их имен. Абу-ль-Фида и Ибн аль-Варди утверждали, что у султана было 10 сыновей, Дженаби упоминал имена 9 сыновей, а Аксарайи и Калкашенди перечислили имена 8 сыновей.
Тунджер Байкара противоречит сам себе, написав в одном месте своей книги, что у Кылыч-Арслана было 11 сыновей, а в другом месте — более 15 сыновей. Некоторые исследователи полагали, что один из 11 человек — брат, а другой — племянник (например, К. Каэн). Т. Райс писала про 11 сыновей.
Бар-Эбрей и Ибн аль-Асир писали, что султан разделил султанат между детьми, поскольку был уже стар и устал. При этом султан остался их сюзереном в Конье. В 1184/85 году, вероятно, Кылыч-Арслан ещё правил всем султанатом, в 1188 году (когда состоялась битва при Кайсери с его старшим сыном Мелик-шахом) власть все ещё была в его руках. Поэтому, вероятно, султан не испытывал никакого давления со стороны своих сыновей в этом вопросе. Предположительно, султан принял такое решение из-за возраста и усталости.
Михаил Сириец писал, что в 1189 году Кылыч-Арслан II поссорился с сыном, правившим в Сивасе. То есть, к этому времени раздел уже состоялся. Ибн аль-Асир относил его к 1190 году, Хамдулла Казвини, Мирхонд и Мюнеджимбаши — к 1184/85. Осман Туран полагал, что раздел был произведен в 1186 году, но не обосновал это утверждение. К. Каэн относил это событие к 1186/87 году, Пауль Виттек к 1188. Согласно В. Гордлевскому раздел произошёл в 1188 году.
При разделе султаната султан оставил своим сыновьям следующие регионы(согласно К. Каэну, среди тех, кто получил удел были 9 сыновей, брат и племянник, согласно М. Мейеру, 9 сыновей и 2 племянника):
- Кутбеддин Мелик-шах (старший сын) — Сивас и Аксарай.
- Рукнеддин Сулейман-шах (второй сын) — Токат и земли, простирающиеся до Чёрного моря;
- Мухиддин Масуд-шах — регион, простирающийся до Чанкиры и Эскишехира, с центром в Анкаре;
- Нуреддин Махмуд Султан-шах — Кайсери
- Мугисуддин Тогрул-шах — Эльбистан;
- Муизуддин Кайсер-шах — Малатья;
- Насрыруддин Баркиярук — Никсар и Коюльхисар;
- Низамеддин Аргун Шах — Амасья;
- Санджар-шах (сын[131], брат[123] или племянник[130] Кылыч-Арслана) — Эрегли;
- Арслан-шах (сын[131] или племянник[132] Кылыч-Арслана) — Нигде;
- Гияседдин Кей-Хосров (младший сын) — Улуборлу и Кютахья.

Конийский султанат в 1190 году

Кылыч-Арслан жил в столице, Конье, и правил всем государством Сельджуков, а его сыновья правили в своих регионах как его подданные. Раз в год сыновья должны были приезжать к отцу. При этом они могли чеканить деньги, могли иметь войска, писать своё имя на возводимых строениях и читать свои имена в хутбе. Сулейман-шах, Месуд и Кей-Хосров, уделы которых были у границ султаната, совершали завоевания за счёт соседних государств и расширяли границы. Сулейман-шах завоевал побережье Чёрного моря (Самсун). Месуд полтора года воевал против византийцев у Кастамону, четыре месяца осаждал Сафранболу и ушёл от города только при условии, что они оставят город туркменам.
В. Радлов показал, что ни в одном из тюркских племён не существовало конкретного правила о престолонаследии. Венгерский тюрколог Ф. Ласло заявил, что у тюрков «все члены династии имели право на управление, не существовало правила наследования в форме первородства или старшинства». По мнению Х. Иналджика, в тюркских государствах с древнейших времён не было традиции закрепления наследования престола за определённым представителем семьи. Государство было общей собственностью членов династии, а после смерти правителя земли делились между его сыновьями и другими родственниками по мужской линии, а один из них входил на престол в качестве нового правителя. Тот, кто хотел стать правителем, мог получить это право, только сражаясь с другими претендентами. Поэтому каждый из сыновей Кылыч-Арслана имел право стать правителем. Хотя существовали обычаи и процедуры для передачи власти конкретному лицу, например, предварительное назначение правителем наследника, но эти меры помогали лишь в отдельных случаях и не могли навсегда решить вопрос о престолонаследии или стать общим правилом. Кроме того, ни один монарх не получал легитимности в качестве правителя, если государственные деятели не присягали ему на верность.

### Борьба с сыном
Старость Кылыч-Арслана была омрачнена, поскольку он стал свидетелем сражений его сыновей с ним и друг с другом. Спустя короткое время после раздела султаната между братьями началось соперничество. Мелики (принцы), желавшие наследовать престол в случае смерти старого султана, начали бороться со своими братьями, в которых видели соперников. В этой борьбе между сыновьями султана стал сильно сказываться новый фактор — переселение в Анатолию новой партии туркменов-кочевников, начавшееся около 1185 года. По словам К. Каэна, этих новых туркмен братья решили использовать друг против друга. Однако господство султана продолжалось до конца 1188 года, хотя конфликт между старшим сыном султана Кудбеддином Мелик-шахом и его отцом постепенно разрастался. Имевший большое влияние на султана визирь, Ихтияруддин Хасан, сообщил ему, что Мелик-шах стремится занять трон. Будучи старшим сыном, он считал себя законным наследником и не мог смириться с тем, что отец предпочитал другого. Визирь советовал султану опасаться сына. Кутбеддин Мелик-шах двинулся на Конью. В его планы входило заставить отца отдать ему трон. В 1188 году у Кайсери столкнулись армии отца и сына. Однако солдаты Кудбеддина Мелик-шаха отказались обнажать мечи против султана и Мелик-шах отступил в Сивас. Султана разгневал бунт его сына. По сообщению Михаила Сирийца и Бар-Эбрея, Кылыч-Арслан приказал убить 4000 туркмен, примкнувших к армии Мелик-шаха. В защиту самого Мелик-шаха выступил Бахрам-шах Менгюджекид, потому что Мелик-шах правил в Сивасе и был его соседом. Бахрам-шах приехал в Конью и убедил своего тестя Кылыч-Арслана удалить Ихтияруддина Хасана в Эрзинджан к Бахрам-шаху, поскольку люди считали визиря виновником конфликта между отцом и сыном. Он должен был оставаться в Эрзинджане до тех пор, пока отношения между отцом и сыном не улучшились. Когда визирь отправился в путь, его сопровождали 200 человек его родственников, слуг и охранников. Принято считать, что, 14 сентября 1189 года все они были убиты туркменами по дороге.
Зимой 1189 года Мелик-шах двинулся на Конью, он вступил в город, устранил эмиров своего отца и в начале следующего 1190 года вынудил султана объявить себя наследником. Старый султан жил практически в плену Мелик-шаха. Такова была обстановка в период прибытия Фридриха Барбароссы в Анатолию.

### Барбаросса
Победа Салах ад-Дина над крестоносцами у рогов Хаттина 26 июня 1187 года вызвала третий крестовый поход. Подготовка войск крестоносцев, которые было решено отправить по суше под командованием императора Священной Римской империи Фридриха Барбароссы, началась в 1188 году. За это время Барбаросса написал письма королю Венгрии, византийскому императору Исааку Ангелу и Кылыч-Арслану. Император просил их помочь пройти через их страны. И византийский император, и султан Кылыч-Арслан II ответили положительно.
Армия крестоносцев начала поход 11 мая 1189 года. Фридрих Барбаросса почти год задержался на Балканах, он смог к концу марта 1190 года прибыть в Галлиполи, чтобы пройти в Анатолию через Дарданеллы. Он направился на юг в сторону Алашехира и 27 апреля 1190 года прибыл в Лаодикию (Денизли). Затем армия вышла на сельджукскую территорию. Однако, несмотря на соглашение, тут она стала подвергаться преследованиям со стороны различных турецких сил. Причиной были условия Анатолии того времени:
- Никакая сила не могла удержать туркмен, осевших в приграничные районах и не признававших центральную власть, от нападения на немецкую армию.
- Мелик-шах отказывался признавать верховную власть отца и его решения, к тому же, Мелик-шах был помолвлен с одной из дочерей главного противника крестоносцев, Салах ад-Дина.
- Крестоносцам оказали сопротивление не только туркмены и Мелик-шах, но и другой сын султана Кылыч-Арслана II, Месуд.

Как писал Вардан Великий, сыновья султана «против воли своего отца вступили в бой с христианами и сражались в продолжении тридцати трёх дней», пока не проиграли. Крестоносцы численностью более 100 000 человек двинулись в Конью по дороге от Акшехира. 17 мая 1190 года они подошли к столице сельджуков и разместили свой штаб в виноградниках Мерама. В Конье было много воинов изнутри и снаружи. Крестоносцы из-за нехватки припасов решили не ждать долго и начать битву. Согласно этому решению, сын и наследник Фридриха, герцог Швабский, атаковал город, а император Фридрих сражался с сельджукскими войсками снаружи. Несколько предпринятых крестоносцами атак, стремившихся преодолеть рвы и стены, были отражены защитниками города. Но, пока император сражался на равнине, войска герцога Швабского смогли наконец ворваться за стены. Согласно мусульманским и христианским источникам, в городе крестоносцы грабили базары и убили многих людей. Письмо, отправленное армянским митрополитом Калат ур-Рума (город недалеко от Алеппо) Салах ад-Дину, сообщало о частичной оккупации Коньи, о разрушении базаров, убийстве людей и грабежах. Битва у Коньи длилась с 18 по 23 мая 1190 года. Из замка на холме в Конье Кылыч-Арслан и Мелик-шах отправили к Фридриху посла и предложили мир, который был достигнут после переговоров. Обеспечив себя необходимым продовольствием благодаря грабежам, Фридрих Барбаросса 30 мая выступил в Караман. 10 июня 1190, когда немецкая армия переправлялась через ручей Гёксу, Барбаросса упал с лошади и утонул.

### Борьба сыновей и смерть султана
После битвы при Конье Мелик-шах, взяв с собой отца, выступил против своего брата Султан-шаха и осадил Кайсери. Во время осады Кылыч-Арслан бежал от Мелик-шаха при первой же возможности и укрылся у Султан-шаха. Мелик-шах не ожидал этого. Он больше не мог действовать от, якобы, имени отца. Он вернулся в Конью и провозгласил там себя султаном. Когда в свою очередь Султан-шах захотел использовать отца в своих целях, султан сбежал и от него. Некоторое время Кылыч-Арслан ездил от одного сына к другому, надеясь, что кого-нибудь из них поможет ему против Мелик-шаха. Но никто из сыновей не оказал ему того внимания и уважения, на которое он рассчитывал. Михаил Сириец писал, что «Султан Килидж-Арслан, изгнанный своими сыновьями, переходил с места на место». М. Мейер сравнил Кылыч-Арслана с королём Лиром: «Его последующая судьба напоминает участь шекспировского короля Лира. Султан был вынужден покинуть Конью и последние свои годы провёл в странствиях от одного сына к другому в тщетных надеждах вернуть утраченное». Наконец, султан прибыл к младшему сыну Кей-Хосрову в Улуборлу, который согласился помочь отцу. Кылыч-Арслан в ответ назначил его наследным принцем. Вместе с Кей-Хосровом он направился к столице и прогнал оттуда Мелик-шаха. Таким образом, ему удалось вновь сесть на трон.
В султанате обострилась борьба сыновей Кылыч-Арслана. Однако Мелик-шах к этому времени не имел прежних сил. Поражение у Коньи, брак Кайсер-шаха с дочерью брата Салах ад-Дина уменьшили шансы его на наследование. Мелик-шах бежал в Аксарай, который вскоре был осажден султаном и Кей-Хосровом. Во время осады Кылыч-Арслан заболел и 26 августа 1192 года умер. «Анонимный Сельджукнаме» сообщал, что султан был отравлен неким Ибн Аваризом, но другие источники не подтверждают эту информацию.
Никита Хониат писал, что в 1185 году султану было более 70 лет. Турецкие историки писали, что Кылыч-Арслану на момент смерти было более 80 (О. Туран, А. Чай) или 76 лет (Н. Каймаз).

## Наследование
После Кылыч-Арслана через три или четыре года скончался и Мелик-шах. Принадлежащие ему территории были захвачены Сулейман-шахом, который заявил о своих правах на весь султанат. Он был старшим из оставшихся после него братьев. Назначение наследным принцем самого младшего из них, Кей-Хосрова, разозлило не только Сулеймана, но и всех остальных. Никита Хониат подчёркивает чрезвычайную жестокость Сулейман-шаха, который напал на Кей-Хосрова. Византийский хронист объясняет причину этого насилия не только желанием овладеть султанатом, но и тем, что Кей-Хосров родился от матери-христианки: он «воспылал неукротимою злобой против Кайхозроя, давно уже питая страсть овладеть Икониею, как отцовским престолом, и вообще ненавидя его, как христианина по матери». По словам Хониата Сулейман-шах напал и на другого брата, Месуда и захватил его в плен.
Кей-Хосров заключил перемирие с византийским императором, видимо, опасаясь брата. «Анонимный сельджукнаме» содержит обвинение Кей-Хосрова в смерти Кылыч-Арслана: якобы некоторые из эмиров, служивших Кей-Хосрову, сбежали от него к Сулейман-шаху. Они сообщили, что Кей-Хосров вместе с несколькими людьми отравил Кылыч-Арслана, а затем убил сообщников. Кроме того, Кей-Хосров якобы скрывал смерть отца 4 месяца. Следует учитывать, что «Анонимный сельджукнаме» был составлен для сына Сулейман-шаха. О. Туран полагал, что эти слухи были пущены Рукнеддином, чтобы оправдать нападение на брата, объявленного отцом наследником. По мнению О. Турана, у Кей-Хосрова, законного наследника старого отца, не было оснований совершать убийство. Другой слух — о матери-христианке Кей-Хосрова — тоже был пущен в пропагандистских целях. Сулейман использовал его лишь как повод. Он осадил Кей-Хосрова в Конье. Длительная осада (четыре месяца) привела к голоду в городе. Жители связались с Рукнеддином и пообещали ему 500 000 дирхамов серебра, 300 атласных тканей, 200 одежд с золотым шитьём, 3000 отрезов сукна, если он снимет осаду. Ещё должны были быть отправлены тремя партиями 10 000 локтей льна, 300 голов лошадей, 10 000 овец и 300 верблюдов. Поскольку Сулейман-шах отказал в снятии осады и требовал признать себя султаном, то жители попросили ахиднаме (грамоту) с обещанием, что Кей-Хосров с семьёй сохранит свободу и казну и сможет покинуть Конью. Знатные жители Коньи сообщили Кей-Хосрову, что из-за затянувшейся осады народ голодает. Изложив согласованное с Сулейман-шахом решение, они сказали султану: «Если вы не согласны, мы готовы защищаться, жертвуя всем ради вас». Однако тот ответил, что был свидетелем их преданности и не хочет большего. Сулейман-шах дал брату ахиднаме и одарил знать Коньи. Несмотря на соглашение, гарантировавшее неприкосновенность семьи, Кей-Хосров не чувствовал себя в безопасности и немедленно ночью покинул столицу.

## Личность
Никита Хониат описывал султана так:
«У этого человека все дела шли скоро и необыкновенно счастливо, хотя тело его не было хорошо сложено и развито, но было уродливо во многих главных членах. Так, прежде всего, руки у него были будто вывихнутые, ноги прихрамывали, отчего он большей частью ездил в повозке. <…> Склонный по природе к мятежу и смутам, вечно волнующийся, как какой-нибудь морской залив, он неожиданно нападал на римлян, когда мог им вредить, и часто безвинно начинал с ними войну, нарушая условия и пренебрегая договорами без всякой причины — единственно потому, что так ему хотелось». 
По славам Смбата Спарапета, его «называли Маджад из-за искалеченной руки». Ф. Успенский писал, что султан был
«малорослый грубый варвар с искривленными членами», «непривлекательной наружности, плохо владел руками и хромал на обе ноги, так что в Константинополе немало острили над царским гостем».
Т. Райс называла Кылыч-Арслана человеком «необычайных способностей».
По словам Ф. Успенского, характер султана показывает случай во время его переговоров с Нуреддином Махмудом в 1171 году, описанный Бар-Эбреем. Нуреддин Махмуд взял под защиту анатолийских эмиров (Данышмендидов и брата султана Шахин-шаха). Нуреддин потребовал от султана освободить семь сыновей Шахин-шаха (племянников Кылыч-Арслана). Тогда султан приказал одного из них убить, поджарить и на блюде отослать отцу. Одновременно султан заявил, что такая же судьба ожидает и других его племянников, если на него будут давить. Михаил Сириец без деталей писал, что султан «в отношении своих племянников проявил жестокость».
Ибн Джубайр писал, что султан «имел власть столь большую и крепкую, что, по достоверным известиям, у него было более ста тысяч всадников».
Сибт ибн аль-Джаузи писал, что султан, потерял подвижность, когда стал старым, но даже в 70 лет он сохранил решимость и силу воли и одерживал победы в боях. Арабские авторы утверждали, что Кылыч-Арслан был величественным и были согласны в том, что он был справедлив. Священник Григор (продолжатель хроники Матвея Эдесского) отмечал, что все боялись террора Кылыч-Арслана, но при этом считал его справедливым и очень умным. Кылыч-Арслан (как и его предшественники и преемники) проявлял религиозную терпимость, свободомыслие и был правителем широкого кругозора. В 1181 году он познакомился с патриархом Малатьи Михаилом Сирийцем. Приезжая в город, в присутствии Михаила он проводил религиозные и философские дискуссии с участием Михаила и мусульманских учёных и философов. По словам Михаила, с султаном всегда был философ по имени Кемаледдин. Султан навестил Михаила в монастыре Мар Барсаума, где обнял патриарха, не позволив ему поцеловать руку. Во время своего месячного пребывания в Малатье Кылыч-Арслан прислал дары патриарху и издал указ об освобождении монастыря Мар Барсаума от налогов. В Конье хриситане имели храмы и могли свободно их посещать. Аль-Харави проезжал через Конью в период правления Кылыч-Арслана. В своём труде о хадже он описал мраморные мужские и женские статуи в садах богатых и знатных людей города. Из-за склонности султана к свободомыслию и философии Нуреддин Махмуд считал его не истинным мусульманином, а еретиком.
По словам О. Турана, из-за великодушия султана по отношению к христианам и его широкого образа мышления в источниках крестоносцев появились легенды, что Кылыч-Арслан был крещён. Согласно сообщению «Славянской хроники» Арнольда Любекского матерью султана была христианка. Никола Тривет так же писал, что мать Кылыч-Арслана была христианкой. Никола утверждал, что умирая она просила султана принять в христианство и любить христиан, а султан поставил на её могиле крест. Пьер де Блуа утверждал, что папа Римский Александр III надиктовал ему для отправки султану текст Наставление католической веры, посланное римским понтификом Александром III султану Икония. Якобы, по словам папы, обращённых к султану, «из твоих писем мы узнали, что ты надеешься обратиться ко Христу и уже получил Пятикнижие Моисея, пророчество Исайи и Иеремии, а также Послания Павла и Евангелия от Иоанна и Матфея». В каталоге писем Александра III этого письма нет, оно известно, поскольку Пётр де Блуа включил его в собрание своих писем. Согласно Оттону Санкт-Блазиенскому, Кылыч-Арслан «отправил посланника к императору Фридриху и, несмотря на то, что все его люди были язычниками, просил заключить с ним союз и связаться супружескими узами с его дочерью, если сам он получит в жёны дочь императора, обещав при этом вместе со своим народом добровольно принять христианство». Матвей Парижский и Винсент де Бове оставили аналогичные сообщения.
Своим сыновьям Кылыч-Арслан дал хорошее образование, они изучали исламские науки, каллиграфию, покровительствовали учёным и поэтам. Отрывки стихотворений Кей-Хосрова и Султан-шаха сохранились в Сельджук-наме — переводе труда Ибн-Биби на турецкий язык. Баркиарук написал поэму на персидском языке, Абу Хафс ас-Сухраварди посвятил ему трактат о мистицизме Пертев Наме (Книга небесных размышлений). По словам Ш. Шефера, Низами и все знаменитые поэты Персии писали восхваления сыновьям Кылыч-Арслана.

## Значение
Территории Кылыч-Арслана долгое время были ареной войн. Многие населённые пункты были разрушены, сельскохозяйственная жизнь и производство пострадали. Большинство туркменов в Анатолии все ещё вели кочевой или полукочевой образ жизни. В связи с этим восстановление сельского хозяйства и расселение кочевников были важным аспектом деятельности Кылыч-Арслана. Во время войн с Данышмендидами султан массово переселял христиан-земледельцев на свои земли. Кочевников он принуждал осесть и заниматься земледелием. Благодаря усилиям султана в Румском султанате начался экономический подъём, что доказывает начало чеканки при Кылыч-Арслане золотого динара. Однако до недавнего времени считалось, что золотые монеты были отчеканены лишь Кей-Кавусом I, а Кылыч-Арслану приписывалась только чеканка первых серебряных монет.
В 1170/71 Кылыч-Арслан перестроил Аксарай, сделав из него военную базу. Он построил мечети, дома, медресе и караван-сарай и привёз из Азербайджана ветеранов, учёных и купцов и поселил их здесь. При Кылыч-Арслане в Конье и Нигде строились мечети, базары, медресе, мастерские. Города процветали. Чтобы обеспечить функционирование основных торговых путей им был построен первый сельджукский караван-сарай (другой был построен Алтун-Абой, одним из его эмиров) на дороге из Коньи в Акшехир.
Р. Мантран писал, что Кылыч-Арслан выступил как объединитель земель турецкой Анатолии и «настоящий архитектор подъёма власти сельджуков в этой стране». По мнению турецких историков А. Озайдина и О. Турана, Кылыч-Арслан II — один из величайших турецких правителей.

## Комментарии
1. ↑  Согласно Э. Хонигману, Пертус находится на берегу ручья Бертиз, впадающего в реку Джейхан у Мараша[40]; согласно О. Турану, замок Пертус находится в окрестностях Кебана[41]).
2. ↑  Древний город, находившийся в верхней части долины реки Гарзан[англ.].
3. ↑  Недалеко от города, называвшегося Цзамандос в византийский период, Меликгази[тур.] в османский и турецкий.
4. ↑  Мерзубан – это замок недалеко от Мараша, известный также как Фарсан или Фарзман. Возможно, это амок Хурман[нем.].
5. ↑  Другую дочь Кылыч-Арслана звали Гевхер Несибе-хатун. По её просьбе после её смерти Кей-Хосров I основал в Кайсери больницу и медресе[119]. Т. Райс полагала, что Гевхер Несибе — это та самая дочь Кылыч-Арслана, которая была замужем за Артукидом[120].
6. ↑  По словам О. Турана, надпись на медресе в Кайсери свидетельствует, что в 1193 году Ихтияруддин Хасан был жив. Вероятно, Кылыч-Арслан, сместив его, отправил к Сулейман-шаху. Мелик-шах пытался договориться с Султан-шахом после смерти султана, но Ихтияреддин Хасан посоветовал последнему не верить старшему брату и остерегаться его. Меликшах встретился с Султан-шахом у Кайсери и убил брата. После этого он осадил и захватил город, убил Ихтияруддина Хасана, разрубил тело на части и оставил его тело на улице. Из-за возмущения народа, тело погибшего визиря было похоронено в медресе в Кайсери. Вскоре после этого Мелик-шах умер. Дата этого происшествия не сообщается. Однако по сведениям Михаила Сирийца, после смерти Кылыч-Арслана армянский царь Левон II выступил против «короля Кайсери» (Султан-шаха), разгромил его, занял замок недалеко от Кайсери и взял под свою защиту короля Эльбистана (Тугрул-шаха). Хронист датировал эти события 1195 годом, то есть Султан-шах и Ихтияруддин Хасан были живы до этого времени[146].